# 타워 오브 파워
타워 오브 파워(Tower of Power)는 미국의 밴드이다.